# Abraxas ceramensis
Abraxas ceramensis là một loài bướm đêm trong họ Geometridae.